# Драгалевци (стадион, София)
Драгалевци е стадион в квартал Драгалевци, София. Използва се от футболна академия ДИТ Спорт, а след 2015 г. и от футболния отбор на ПФК Септември (София).

## История
Стадион „Драгалевци“ е построен през 1955 година. През 1981 г. за разширяването му се отчуждават 30 дка от АПК „Средец“, които са заплатени от КФС Драгалевци. Стадионът по-късно е ползван за подготовка на националния отбор на България по футбол, както и за тренировки на българските елитни клубове. Освен футболно игрище базата разполага и с тенис-кортове.
През годините се появяват неуредици относно собствеността на земята, върху която е построен стадионът. След 2005 година възникват правни спорове между местния клуб ФК „Драгалевци“, новосъздадения с общинско участие „Левски–Драгалевци“ и спортния клуб Левски Сф, който по времето на своя президент Т. Лафчис също е ползвал комплекса. В резултат през 2007 г. Столична община отдава базата на концесия на ОСК „Левски–Драгалевци“, което води до западането на конкурентния ФК „Драгалевци“, впоследствие прекратил съществуването си. Подобна обаче става и съдбата на „Левски“ Др., който също не успява да се наложи в първенствата.
През 2010 г., с намесата на общинския съветник Ст. Стоянов, и двата местни клуба са изгонени от стадиона, като през есента на същата година локалното дерби между тях в софийската окръжна група трябва се играе в съседното с. Бистрица. 
След няколко участия в Софийската регионална група драгалевският Левски все пак успява да пробие в плейофите за влизане във В АФГ през сезон 2012/13. Участието му обаче е прекратено преждевременно поради липса на собствена детско-юношеска школа, каквото е изискването за третото ниво на българския футбол.  Този клуб за последно подава заявка за участие в окръжната СРГ–Юг през 2014 г., но се отказва непосредствено преди началото на първенството.

## Реновация
През 2011 година е учреден ДИТ Спорт, който поема стопанисването на базата на ОСК „Левски–Драгалевци“. Към края на годината е създадена и едноименната футболна академия.
Стадионът търпи няколко последователни ремонта. През 2011 г. се подменя тревната настилка на централния футболен терен, а през 2015 се реновира трибуната, разполагаща с места за около 1700 зрители (1500 седящи) и сектор за гости, с което се цели подготовката на съоръжението за лицензиране за професионален футбол. Наред с това са изградени две покрити зали футбол и тенис, три помощни терена с изкуствено покритие и 8 тенис-корта, като инвестицията се оценява на около 3 млн. лева.
През месец май 2015 г. ДИТ Груп, управляваща футболна академия ДИТ Спорт, става собственик на ПФК Септември (София) и представителният отбор на „септемврийци“ започва да провежда домакинските си мачове на тревния терен на ст. „Драгалевци“. На него се играят и срещи от юношеските елитни групи.